# VfL Germania Leer
VfL Germania Leer is een sportvereniging met 9 takken van sport uit Leer in de Duitse deelstaat Nedersaksen. De voetbaltak is de grootste afdeling. De vereniging werd opgericht in 1915. De thuiswedstrijden worden gespeeld in het Hoheellern-Stadion dat een capaciteit heeft van 5.000 toeschouwers. In 2010 degradeerde de club uit de Oberliga Niedersachsen West. In 2016 degradeerde de club verder naar de Bezirksliga. In 2019 slaagde Germania erin om terug te keren in de Landesliga Weser-Ems.

## Eindklasseringen vanaf 1964
| Seizoen | Competitie                         | Niveau | Eindstand | DFB Pokal | Opmerking                                                                   |
| ------- | ---------------------------------- | ------ | --------- | --------- | --------------------------------------------------------------------------- |
| 1963/64 | Amateuroberliga Niedersachsen-West | III    | 8         | --        |                                                                             |
| 1964/65 | Landesliga Niedersachsen           | III    | 18        | --        |                                                                             |
| 1965/66 | Verbandsliga Niedersachsen-Nord    | IV     | 11        | --        |                                                                             |
| 1966/67 | Verbandsliga Niedersachsen-Nord    | IV     | 2         | --        |                                                                             |
| 1967/68 | Verbandsliga Niedersachsen-Nord    | IV     | 8         | --        |                                                                             |
| 1968/69 | Verbandsliga Niedersachsen-Nord    | IV     | 3         | --        |                                                                             |
| 1969/70 | Verbandsliga Niedersachsen-Nord    | IV     | 2         | --        |                                                                             |
| 1970/71 | Verbandsliga Niedersachsen-Nord    | IV     | 5         | --        |                                                                             |
| 1971/72 | Verbandsliga Niedersachsen-Nord    | IV     | 4         | --        |                                                                             |
| 1972/73 | Verbandsliga Niedersachsen-Nord    | IV     | 5         | --        |                                                                             |
| 1973/74 | Verbandsliga Niedersachsen-Nord    | IV     | 6         | --        | invoering Oberliga                                                          |
| 1974/75 | Verbandsliga Niedersachsen-Nord    | V      | 2         | --        |                                                                             |
| 1975/76 | Verbandsliga Niedersachsen-Nord    | V      | 4         | --        |                                                                             |
| 1976/77 | Verbandsliga Niedersachsen-Nord    | V      | 1         | --        | 1e in promotieserie met 4 clubs                                             |
| 1977/78 | Landesliga Niedersachsen           | IV     | 2         | --        | 4e in promotieserie met 4 clubs                                             |
| 1978/79 | Landesliga Niedersachsen           | IV     | 4         | --        | geplaatst voor de eenklassige Verbandsliga                                  |
| 1979/80 | Verbandsliga Niedersachsen         | IV     | 4         | --        |                                                                             |
| 1980/81 | Verbandsliga Niedersachsen         | IV     | 15        | --        |                                                                             |
| 1981/82 | Landesliga Niedersachsen-West      | V      | 3         | --        |                                                                             |
| 1982/83 | Landesliga Niedersachsen-West      | V      | 7         | --        |                                                                             |
| 1983/84 | Landesliga Niedersachsen-West      | V      | 8         | --        |                                                                             |
| 1984/85 | Landesliga Niedersachsen-West      | V      | 10        | --        |                                                                             |
| 1985/86 | Landesliga Niedersachsen-West      | V      | 16        | --        |                                                                             |
| 1986/87 | Bezirksoberliga Weser/Ems          | VI     | 8         | --        |                                                                             |
| 1987/88 | Bezirksoberliga Weser/Ems          | VI     | 15        | --        |                                                                             |
| 1988/89 | Bezirksliga Nord                   | VII    | 2         | --        |                                                                             |
| 1989/90 | Bezirksoberliga Weser/Ems          | VI     | 2         | --        |                                                                             |
| 1990/91 | Bezirksoberliga Weser/Ems          | VI     | 3         | --        |                                                                             |
| 1991/92 | Bezirksoberliga Weser/Ems          | VI     | 1         | --        |                                                                             |
| 1992/93 | Landesliga Niedersachsen-West      | VI     | 3         | --        |                                                                             |
| 1993/94 | Landesliga Niedersachsen-West      | VI     | 4         | --        |                                                                             |
| 1994/95 | Landesliga Niedersachsen-West      | VI     | 2         | --        |                                                                             |
| 1995/96 | Landesliga Niedersachsen-West      | VI     | 8         | --        |                                                                             |
| 1996/97 | Landesliga Niedersachsen-West      | VI     | 15        | --        |                                                                             |
| 1997/98 | Landesliga Weser/Ems               | VI     | 8         | --        |                                                                             |
| 1998/99 | Landesliga Weser/Ems               | VI     | 9         | --        |                                                                             |
| 1999/00 | Landesliga Weser/Ems               | VI     | 1         | --        |                                                                             |
| 2000/01 | Niedersachsenliga-West             | V      | 7         | --        |                                                                             |
| 2001/02 | Niedersachsenliga-West             | V      | 15        | --        |                                                                             |
| 2002/03 | Landesliga Weser/Ems               | VI     | 1         | --        |                                                                             |
| 2003/04 | Niedersachsenliga-West             | V      | 14        | --        |                                                                             |
| 2004/05 | Landesliga Weser/Ems               | VI     | 1         | --        |                                                                             |
| 2005/06 | Niedersachsenliga-West             | V      | 16        | --        |                                                                             |
| 2006/07 | Landesliga Weser/Ems               | VI     | 1         | --        |                                                                             |
| 2007/08 | Niedersachsenliga-West             | V      | 10        | --        |                                                                             |
| 2008/09 | Oberliga Niedersachsen-West        | V      | 7         | --        |                                                                             |
| 2009/10 | Oberliga Niedersachsen-West        | V      | 17        | --        | In november 2019 teruggetrokken uit de competitie                           |
| 2010/11 | Bezirksliga Weser/Ems-1            | VII    | 8         | --        |                                                                             |
| 2011/12 | Bezirksliga Weser/Ems-1            | VII    | 1         | --        |                                                                             |
| 2012/13 | Landesliga Weser/Ems               | VI     | 12        | --        |                                                                             |
| 2013/14 | Landesliga Weser/Ems               | VI     | 14        | --        |                                                                             |
| 2014/15 | Landesliga Weser/Ems               | VI     | 8         | --        |                                                                             |
| 2015/16 | Landesliga Weser/Ems               | VI     | 15        | --        |                                                                             |
| 2016/17 | Bezirksliga Weser/Ems-1            | VII    | 2         | --        |                                                                             |
| 2017/18 | Bezirksliga Weser/Ems-1            | VII    | 6         | --        |                                                                             |
| 2018/19 | Bezirksliga Weser/Ems-1            | VII    | 1         | --        |                                                                             |
| 2019/20 | Landesliga Weser/Ems               | VI     | 7         | --        | competitie afgebroken i.v.m. coronapandemie                                 |
| 2020/21 | Landesliga Weser/Ems               | VI     | --        | --        | Competitie afgebroken i.v.m. coronapandemie. Er wordt geen stand opgemaakt. |
| 2021/22 | Landesliga Weser/Ems               | VI     | 19        | --        |                                                                             |
| 2022/23 | Bezirksliga Weser/Ems-1            | VII    | 15        | --        |                                                                             |
| 2023/24 | Bezirksliga Weser/Ems-1            | VII    | 1         | --        |                                                                             |
| 2024/25 | Landesliga Weser/Ems               | VI     | 16        | --        |                                                                             |
| 2025/26 | Bezirksliga Weser/Ems-             | VII    | .         | --        |                                                                             |

## Bekende (oud-)spelers
- Aladji Barrie